# Župevc
Župevc je redkejši slovenski priimek, ki ga je na dan 31. decembra 2007  uporabljalo 174. oseb.
- Aleš Župevc - Maxi, kipar v lesu (z motorno žago), mdr. kip Melanije Trump
- Melita Župevc (*1978), slovenska novinarka, sociologinja in političarka.
- Avgust Župevc (*1943), zdravnik otorinolaringolog
- Marinka Župevc (r. Senegačnik) (1945-2002), dr.
- Zvonimira Župevc (1907- u. med 2.sv.v.), slovenska operna pevka, živela v Berlinu